# Nicolas Vadot
 (juin 2021).
Il peut être nécessaire de l'améliorer pour respecter le principe de neutralité de point de vue. Veuillez consulter la page de discussion pour plus de détails.

Nicolas Vadot, connu sous le nom de plume de Vadot, né le 17 juin 1971 à Carshalton (Angleterre), est un dessinateur de presse, éditorialiste et auteur de bande dessinée franco-britannico-australien .

## Biographie
Nicolas Vadot naît à Carshalton (dans le Grand Londres) le 17 juin 1971 d'un père français et d'une mère anglaise (il possède les nationalités française, britannique et australienne).
Il vit en France, puis à Bruxelles, puis six ans en Australie (où il continue à travailler pour la presse belge) avant de revenir, en juillet 2010, habiter Bruxelles.

### Carrière
Après une scolarité secondaire au lycée français Jean-Monnet de Bruxelles, Nicolas Vadot suit des études de bande dessinée à l'École de recherche graphique à Bruxelles. Influencé par les Français Cabu, Tardi, Bilal, Loup, Wolinski et Gerald Scarfe, ainsi que par la ligne claire d'Hergé, c'est Plantu qui lui a donné l'envie de faire du dessin de presse. Vadot collabore à l'hebdomadaire belge Le Vif/L'Express depuis 1993, après six mois d'insistance auprès de la rédaction du journal, auquel il apportait ses dessins réalisés de nuit. Il participe également au quotidien financier L'Écho depuis 2008.
Il publie en anglais un recueil de dessins sur les années Bush, The George W. Bush Years, en 2007. Il est également l'auteur de plusieurs albums de bande dessinée : la trilogie Norbert l'Imaginaire, coécrite avec Olivier Guéret et publiée aux éditions Le Lombard entre 2001 et 2004; 80 Jours, aux éditions Casterman, toujours en compagnie d'Olivier Guéret (2006); Neuf mois, premier album solo (Casterman, 2009). 
Fin août 2011, sortent simultanément deux livres: Maudit Mardi ! tome 1, un album de bande dessinée financé uniquement par les internautes et publié par les Éditions Sandawe, et Onde de choc, recueil de dessins de presse sur les dix ans du 11-Septembre (éditions Renaissance du livre). En 2013, il publie, toujours à  la Renaissance du Livre, un petit recueil de dessins censurés ("Les Impubliables"), puis 20 ans à Vif, qui retrace ses vingt années de collaboration au Vif/L'Express.
En 2015, il fait appel au financement participatif et à la plate-forme Sandawe.com pour financer un recueil de 144 pages sur la crise financière, intitulé Sept ans de bonheur.
Parallèlement sort un petit livre d'entretiens, Conversations avec Vincent Baudoux dans la collection « Conversation » aux éditions Tandem. Vadot illustre également le livre d'Alex Vizorek Chroniques en Thalys.
En 2016, Vadot réédite l'opération en crowdfunding pour son nouveau recueil annuel, Barack, tu nous manqueras !
Nicolas Vadot a également été chroniqueur radio dans l'émission On n'est pas rentré sur la Prem1ère (RTBF), entre 2011 et 2014. Il apparaît régulièrement sur France 24, pour l'émission Une semaine dans le monde, dans laquelle il présente les dessins de Cartooning for Peace.
En mars 2017, il est lauréat dans la catégorie « ancien-ne élève des lycées français » des Trophées des Français de l'étranger, organisés par Le Petit Journal en partenariat avec le ministère des Affaires étrangères.
En septembre 2020, il devient débatteur sur la chaîne d'informations en continu belge LN24, dans l'émission Les visiteurs du soir, jusqu'en 2022. En 2024, il est à nouveau débatteur dans  Bonsoir le débat, toujours sur LN24.
Depuis 2023, il dessine en direct dans l'émission 28 Minutes Inter, sur Arte.

## Publications

### Recueils de dessins de presse
- 1998 : Dans le Vif du sujet, éditions Luc Pire
- 2007 : The George W. Bush Years (en anglais), éditions New Holland Australia
- 2010 : 200 dessins qui fâchent, éditions Renaissance du Livre
- 2011 : Onde de choc, Renaissance du Livre
- 2012 : Casse-toi pauv'con, Renaissance du Livre
- 2013 : 
  - Les Impubliables, Renaissance du Livre
  - 20 ans à Vif, Renaissance du Livre
- 2015 : Sept ans de bonheur, Éditions Sandawe
- 2016 : Barack, tu nous manqueras !, éditions Nicolasvadot.com
- 2017 : Marrons-Nous,  éditions Nicolasvadot.com
- 2018 : Carrément Dingue, éditions Nicolasvadot.com
- 2019 : Comment sommes-nous tous devenus aussi cons ?,  éditions Nicolasvadot.com
- 2020 : 
  - Tous confinés, éditions Nicolasvadot.com
  - Les Années Trump, éditions Nicolasvadot.com
  - Une page se tourne, éditions Nicolasvadot.com
- 2021 : 
  - Tous vaccinés, éditions Nicolasvadot.com
  - Où est Kiko ?, éditions Nicolasvadot.com
  - Nouveau monde, éditions Nicolasvadot.com
- 2022 : 
  - Tout ira bien, éditions Nicolasvadot.com
- 2023 : 
  - Restons bons amis, éditions Nicolasvadot.com
  - Moi, ce que j'en lis, éditions Nicolasvadot.com
- 2024 : 
  - Les années Vivaldi, éditions Nicolasvadot.com
- 2025 : 
  - Les Années Trump, saison 2, éditions Nicolasvadot.com

### Bandes dessinées

#### Norbert l'imaginaire
- 1 Imaginaire: 1/Raison: 0[6], Le Lombard, coll. « Troisième Degré », Bruxelles, juin 2001
Scénario : Olivier Guéret - Dessin et couleurs : Nicolas Vadot -  (ISBN 2-8036-1658-0)
- 2 Monsieur “I”[7], Le Lombard, coll. « Troisième Degré », Bruxelles, septembre 2002
Scénario : Olivier Guéret - Dessin et couleurs : Nicolas Vadot -  (ISBN 2-8036-1765-X)
- 3 La Dame de trèfle[8], Le Lombard, coll. « Troisième Degré », Bruxelles, janvier 2004
Scénario : Olivier Guéret - Dessin et couleurs : Nicolas Vadot -  (ISBN 2-8036-1860-5)
- Int. Norbert l'imaginaire, Le Lombard, coll. « Troisième Degré », Bruxelles, 25 octobre 2012
Scénario : Olivier Guéret, Nicolas Vadot - Dessin et couleurs : Nicolas Vadot -  (ISBN 978-2-8036-3042-4),édition augmentée.

#### One shots
- 80 Jours[9], Casterman, coll. « Un monde », Bruxelles, 12 mai 2006
Scénario : Olivier Guéret, Nicolas Vadot - Dessin et couleurs : Nicolas Vadot -  (ISBN 2-203-39154-5)
- Neuf Mois, Casterman, coll. « Univers d'auteurs », 2009  (ISBN 9782203014176)[10].

#### Maudit Mardi!
1. Tome 1, Sandawe, 2011  (ISBN 978-2-930623-02-3)[11].
2. Tome 2, 2012  (ISBN 978-2-930623-05-4).
3. Madame Ronchard, Le Vif :
4. À bas tout !, 2019  (ISBN 978-2-390-14262-1).

### Autres
- 2009 : Le Fond de l'ère effraie, de Bruno Coppens, illustrations, Renaissance du livre
- 2012 : Les Bobos, de Myriam Leroy, illustrations, Renaissance du livre
- 2015 : 
  - Conversations avec Vincent Baudoux, livre d'entretiens, éditions Tandem
  - Chroniques en Thalys, d'Alex Vizorek, illustrations ; éditions Kero
- 2017 : L'Échappé belge, d'Alex Vizorek, illustrations ; éditions Kero